# Лока (Копер)
Лока (словен. Loka) — поселення в общині Копер, Регіон Обално-крашка, Словенія. Висота над рівнем моря: 161,6 м.